# WWO
WWO (akronim od W Witrynach Odbicia, później od W Wyjątkowych Okolicznościach) – polski zespół hip-hopowy powstały w 1999 roku w Warszawie, na kanwie kolektywu ZIP Skład, jako duet rapera i producenta Jędkera oraz rapera Sokoła, uzupełniony DJ-em i producentem Deszczu Strugi.

## Historia
Grupa WWO (W Witrynach Odbicia) powstała w 1999 roku w Warszawie z inicjatywy raperów Jędkera i Sokoła, na kanwie kolektywu ZIP Skład. Rok później pierwszy autorski utwór duetu pt. „Nie mi to oceniać” znalazł się na kompilacji Hiphopowy raport z osiedla 2000.
Na początku 2001 roku do sprzedaży trafił debiut warszawskiego rapera Fu pt. N.O.C.C., a na płycie znalazł się zarejestrowany z udziałem WWO i Wigora utwór pt. „Showgeszeft”. Następnie skład gościł na albumie producenckim Waca pod tytułem Świeży materiał, w utworze „Tak to wygląda”.
7 sierpnia 2000 roku został wydany debiutancki singel WWO, „Obejrzyj sobie wiadomości”, który zwiastował debiutancki album składu. Piosenka promowana teledyskiem dotarła do 42. miejsca Szczecińskiej Listy Przebojów Polskiego Radia (SLiP). Następnie, 6 września nakładem BMG Poland ukazał się pierwszy album WWO, Masz i pomyśl. Nagrania dotarły do 8. miejsca zestawienia OLiS. Gościnnie w nagraniach wzięli udział m.in. Pelson, Włodi oraz członkowie kolektywu ZIP Skład. Materiał, poza WWO, wyprodukowali m.in. Karton, Majki i Waco.
W 2001 roku ukazał się drugi singel składu pt. „Jeszcze będzie czas”, do którego również powstał wideoklip. Piosenka znalazła się na 12. miejscu listy SLiP. W listopadzie 2001 roku, po wydaniu debiutu, w wyniku konfliktu z wytwórnią płytową BMG Poland grupa przyjęła nową nazwę W Wyjątkowych Okolicznościach. Przyczyną sporu była piosenka WWO umieszczona bez wiedzy zespołu na kompilacji sygnowanej przez stację telewizyjną MTV. Do składu na stałe dołączył także DJ Deszczu Strugi.
W kwietniu 2002 roku zespół wystąpił z materiałem z pierwszej płyty na festiwalu New Yorker Hip-Hop w Poznaniu, u boku takich wykonawców, jak Pono, Slums Attack i Fenomen. 1 października, tego samego roku został wydany pierwszy singel WWO zwiastujący drugą płytę, „Moda”. Na albumie znalazł się m.in. utwór „W wyjątkowych okolicznościach”, który przysporzył zespołu znacznej popularności. Promowana teledyskiem piosenka znalazła się m.in. na 16. miejscu w zestawieniu telewizyjnej audycji TVP2 30 ton – lista, lista przebojów.
Również w październiku do sprzedaży trafił drugi album WWO, We własnej osobie. Materiał wydała powołana w 2001 roku przez Sokoła i Waca oficyna Prosto. Wyróżniona nominacją do nagrody Fryderyka płyta dotarła do drugiego miejsca zestawienia OLiS. Nagrania wyprodukowali m.in. DJ 600V, Noon, DJ Decks i duet White House. Z kolei wśród gości znaleźli się m.in. zespoły Soundkail, Hemp Gru i Mor W.A..
8 maja 2003 roku został opublikowany drugi singel pochodzący z płyty zatytułowany „Damy radę”. Piosenka, również promowana teledyskiem, odniosła znaczny sukces. Znalazła się m.in. na 2. i 12. miejscu, odpowiednio SLiP oraz Listy Przebojów Polskiego Radia Pomorza i Kujaw. W międzyczasie trio wystąpiło podczas drugiej edycji New Yorker Hip-Hop Festival.
W czerwcu 2003 roku został wydany został singel „Nie bój się zmiany na lepsze”. Także i on zobrazowany został wideoklipem. Czwarty obraz promocyjny został zrealizowany także do piosenki „Sen”. W międzyczasie zespół gościł na wydanym pod koniec roku albumie producenckim White House, Kodex. Raperzy wystąpili w nagranym wraz z Korasem utworze „Z dala od zgiełku”.
W 2003 roku skład gościł na płycie znanego z występów w zespole Slums Attack DJ-a Decska pt. Mixtape Vol. 3 w piosence „To dla mnie ważne”. W 2004 roku WWO wzięli udział w trasie koncertowej „RBK Hip Hop Tour 2004”. Wydarzenie było promowane kompilacją różnych wykonawców U ciebie w mieście. Na minialbumie znalazł się m.in. popularny utwór tytułowy, emitowany intensywnie m.in. przez stację telewizyjną VIVA Polska. Ponadto, dochód ze sprzedaży wydawnictwa został przeznaczony na cele charytatywne.
17 kwietnia 2004 roku został wydany drugi album White House, Kodex 2: Proces. Na płycie znalazła się utrzymana w stylistyce storytellingu piosenka „Każdy ponad każdym” ze zwrotkami Sokoła (a opisana jako WWO). Okraszony animowanym, sugestywnym teledyskiem utwór dotarł do 7. miejsca listy SLiP. Zremiksowana wersja kompozycji ukazała się tego samego roku na płycie Kodex 2: Suplement. Następnie, pod koniec roku grupa, m.in. u boku Zipery odbyła trasę koncertową Prosto Tour 2004.
Na początku 2005 roku zespół gościł na albumie duetu Vienio i Pele Autentyk 3 w kompozycji „Straciłeś wątek”. Kolejne zwrotki Jędkera i Sokoła znalazły się na albumach Olsena i Fusznika Kameleon, Włodiego W..., a także projekcie skrzypka jazzowego Michała Urbaniaka Urbanator III.
Jesienią trio wystąpiło w ramach imprezy „Otwarte Rewiry”, dnia kultury hip-hopowej zorganizowanego przez Polski Dom w Warszawie. Zespół dał koncert z takimi wykonawcami, jak O.S.T.R., DonGURALesko, Tede, czy Grammatik. 12 listopada, także w 2005 roku, równolegle do sprzedaży trafiły dwa albumy WWO zatytułowane Witam was w rzeczywistości i Życie na kredycie. Wydawnictwa uplasowały się odpowiednio na 12. i 18. miejscu zestawienia OLiS, sprzedając się w przeciągu dziesięciu dni od premiery w nakładzie około 10 000 egzemplarzy każda. Pierwsza powstała według koncepcji Sokoła z udziałem licznych producentów, w tym m.in. White House, Beathoavenz, Korzenia i Emade. Druga, opracowana przez Jędkera płyta została w całości wyprodukowana przez Toma Meyera. W ramach promocji obu płyt zostały zrealizowane teledyski do utworów „Mogę wszystko”, „Minorum gentium” oraz „I tak to osiągnę”.
W czerwcu 2006 roku grupa wzięła udział trasie koncertowej RBK Hip Hop Tour 2006 promowanej kompilacją pod tym samym tytułem. Na potrzeby wydawnictwa skład zarejestrował piosenkę „Uszanuj 3”.
Po zakończonych występach WWO Jędker wyemigrował do Anglii. W tym samym roku powołał projekt muzyki tanecznej pod nazwą Monopol. W międzyczasie, w grudniu 2006 roku ukazała się kompilacja Prosto Mixtape Deszczu Strugi. Na płycie znalazł się utwór WWO zarejestrowany we współpracy z francuskimi wykonawcami Lil’ Dapem i Soundkail, „You Don’t Exist”. Rok później, w Polsce ukazał się debiut solowy Jędkera zatytułowany Czas na prawdę. Sokół powrócił do koncepcji duetu TPWC, który w latach poprzednich (z przerwami) współtworzył wraz z Ponem.
W 2008 roku skład WWO gościł na kolejnej produkcji DJ-a Decksa, Mixtape 4, w utworze „Lojalność i przyjaźń”. Rok później muzycy rapowali na płycie Fu Retrospekcje w kompozycji „Ekskluzywny nokaut”. Zobrazowane teledyskiem nagranie rok później trafiło także na mixtape Funiszka i DJ-a Elementa Projekt 30 Mixtape. Także w 2010 roku na składance Prosto Mixtape 600V znalazł się zarejestrowany przez Komplex, WWO i Remiego utwór „Bolji svet (Big Boss Remix)”.
26 lutego 2013 roku ukazało się wznowienie pierwszego albumu grupy Masz i pomyśl. Nagrania dotarły do 13. miejsca na liście OLiS.

## Dyskografia
Albumy
| Tytuł                      | Dane dot. albumu                               | Pozycja na liście | Sprzedaż       | Certyfikat                |
| Tytuł                      | Dane dot. albumu                               | POL               | Sprzedaż       | Certyfikat                |
| -------------------------- | ---------------------------------------------- | ----------------- | -------------- | ------------------------- |
| Masz i pomyśl              | - Data: 6 września 2000 - Wydawca: BMG Poland  | 8                 | - POL: 25 000+ |                           |
| We własnej osobie          | - Data: 28 października 2002 - Wydawca: Prosto | 8                 | - POL: 60 000+ | - POL: 2x platynowa płyta |
| Witam was w rzeczywistości | - Data: 15 listopada 2005 - Wydawca: Prosto    | 12                | - POL: 30 000+ | - POL: platynowa płyta    |
| Życie na kredycie          | - Data: 15 listopada 2005 - Wydawca: Prosto    | 18                | - POL: 15 000+ | - POL: złota płyta        |

Single
| "Obejrzyj sobie wiadomości”                                         | 2000 | 41 | –  | –  | Masz i pomyśl     |
| "Jeszcze będzie czas”                                               | 2001 | 12 | –  | –  | Masz i pomyśl     |
| "Moda”                                                              | 2002 | –  | –  | –  | We własnej osobie |
| "Damy radę”                                                         | 2003 | 2  | 23 | 12 | We własnej osobie |
| "Nie bój się zmiany na lepsze” (gościnnie: Soundkail, Fu)           | 2003 | 6  | –  | 6  | We własnej osobie |
| "I tak to osiągnę” (gościnnie: Orion, Włodi, Kontrafakt, Soundkail) | 2006 | 42 | –  | –  | Życie na kredycie |
| „–” singel nie był notowany.                                        |      |    |    |    |                   |

Inne notowane utwory
| „W wyjątkowych okolicznościach”                     | 2002 | 4  | 16 | We własnej osobie          |
| Waco – „Tak to wygląda” (gościnnie: WWO)            | 2002 | 8  | –  | Świeży materiał            |
| WWO, Vienio, Pele – „U ciebie w mieście”            | 2004 | 30 | –  | U ciebie w mieście         |
| „Sen”                                               | 2004 | 9  | –  | We własnej osobie          |
| White House – „Każdy ponad każdym” (gościnnie: WWO) | 2004 | 7  | –  | Kodex 2: Proces            |
| „Mogę wszystko”                                     | 2005 | 7  | 18 | Witam was w rzeczywistości |
| „Minorum Gentium”                                   | 2006 | 39 | –  | Życie na kredycie          |
| „–” utwór nie był notowany.                         |      |    |    |                            |

Inne
| Album                                          | Rok  | Utwór | Źródło |
| ---------------------------------------------- | ---- | --- | ------ |
| Hiphopowy raport z osiedla 2000 (kompilacja)   | 2000 | WWO – „Nie mi to oceniać” | [ 4 ]  |
| Fu – N.O.C.C.                                  | 2001 | „Showgeszeft” (gościnnie: Wigor, WWO) | [ 5 ]  |
| Waco – Świeży materiał                         | 2001 | „Tak to wygląda” (gościnnie: WWO) | [ 6 ]  |
| White House – Kodex                            | 2002 | „Z dala od zgiełku” (gościnnie: WWO, Koras) | [ 26 ] |
| VIVA Hip Hop Vol.2 (kompilacja)                | 2003 | WWO – „Damy radę” | [ 64 ] |
| DJ Decks – Mixtape Vol. 3                      | 2003 | „To dla mnie ważne” (gościnnie: WWO) | [ 27 ] |
| VIVA Hip Hop vol.3 (kompilacja)                | 2003 | WWO, Soundkail, Fu – „Nie bój się zmiany na lepsze” | [ 65 ] |
| ESKA Squad (kompilacja)                        | 2004 | WWO – „Nie bój się zmiany” | [ 66 ] |
| White House – Kodex 2: Proces                  | 2004 | „Każdy ponad każdym” (gościnnie: WWO) | [ 30 ] |
| White House – Kodex 2: Suplement               | 2004 | „Każdy ponad każdym (PMX RMX)” (gościnnie: WWO) | [ 32 ] |
| U ciebie w mieście (kompilacja)                | 2004 | WWO, Vienio i Pele – „U Ciebie w mieście” WWO, Vienio i Pele – „U Ciebie w mieście” (DJ 600V Remix) WWO, Vienio i Pele – „U Ciebie w mieście” (DJ Deszczu Strugi Remix) | [ 28 ] |
| Hiphopstacja (kompilacja)                      | 2004 | WWO – „Damy radę” | [ 67 ] |
| Hiphopstacja 2 (kompilacja)                    | 2004 | WWO – „Każdy ponad każdym” | [ 68 ] |
| Rap eskadra 2 (kompilacja)                     | 2005 | White House, WWO – „Każdy ponad każdym” | [ 69 ] |
| Vienio, Pele – Autentyk 3                      | 2005 | „Straciłeś wątek” (gościnnie: WWO) | [ 34 ] |
| Olsen, Fu – Kameleon                           | 2005 | „Kameleon” (gościnnie: WWO) | [ 35 ] |
| Włodi – W...                                   | 2005 | „Każdy to powie” (gościnnie: WWO) | [ 36 ] |
| Urabantor – III                                | 2005 | „Sam sobie” (gościnnie: WWO) | [ 37 ] |
| Czarny piątek vol.1 – Polski Beat (kompilacja) | 2005 | WWO – „Damy radę” | [ 70 ] |
| Hiphopstacja 3 (kompilacja)                    | 2006 | WWO – „Mogę wszystko” WWO – „Minorum Gentium” | [ 71 ] |
| RBK Hip Hop 2006 (kompilacja)                  | 2006 | WWO – „Uszanuj 3" WWO – „Uszanuj 3" (Korzeń Remix) | [ 46 ] |
| Prosto Mixtape Deszczu Strugi (kompilacja)     | 2006 | WWO, Lil’ Dap, Soundkail – „You Don’t Exist” | [ 47 ] |
| Jędker – Czas na prawdę                        | 2007 | „Sprawa trochę niejasna” (gościnnie: WWO) | [ 48 ] |
| DJ Decks – Mixtape 4                           | 2008 | „Lojalność i przyjaźń” (gościnnie: WWO) | [ 49 ] |
| Fu – Retrospekcje                              | 2009 | „Ekskluzywny nokaut” (gościnnie: WWO, Marysia Starosta) | [ 50 ] |
| TPWC – To prawdziwa wolność człowieka          | 2009 | „Złudzenie” (gościnnie: WWO) | [ 72 ] |
| Road Rap Hit Vol.2 (kompilacja)                | 2009 | WWO – „Nie mi to oceniać” | [ 73 ] |
| Fu & DJ Element – Projekt 30 Mixtape           | 2010 | „Ekskluzywny nokaut” (gościnnie: WWO) | [ 52 ] |
| Prosto Mixtape 600V (kompilacja)               | 2010 | Komplex, WWO, Remi – „Bolji svet (Big Boss Remix)” Felipe, VNM, WWO, Pezet, Brahu, Numer Raz, Eldo – „I żeby było normalnie”                                            | [ 53 ] |

## Teledyski
| Tytuł                                                        | Rok  | Reżyseria                        | Album                      | Źródło        |
| ------------------------------------------------------------ | ---- | -------------------------------- | -------------------------- | ------------- |
| „Obejrzyj sobie wiadomości”                                  | 2000 | –                                | Masz i pomyśl              | [ 9 ]         |
| „Jeszcze będzie czas”                                        | 2001 | –                                | Masz i pomyśl              | [ 13 ]        |
| „W wyjątkowych okolicznościach”                              | 2002 | –                                | We własnej osobie          | [ 16 ]        |
| „Damy radę”                                                  | 2002 | –                                | We własnej osobie          | [ 21 ]        |
| „Nie bój się zmiany na lepsze” (gościnnie: Fu, Soundkail)    | 2003 | –                                | We własnej osobie          | [ 24 ]        |
| „Sen”                                                        | 2003 | Kuba Łubniewski                  | We własnej osobie          | [ 25 ]        |
| „Mogę wszystko”                                              | 2005 | Kuba Łubniewski, Maciej Olbrycht | Witam was w rzeczywistości | [ 41 ] [ 44 ] |
| „Minorum gentium”                                            | 2005 | Łukasz Tunikowski, Grupa 13      | Życie na kredycie          | [ 42 ]        |
| „I tak to osiągnę” (gościnnie: Soundkail, Włodi, Kontrafakt) | 2006 | Marcin Janiec, Videolot          | Życie na kredycie          | [ 43 ] [ 45 ] |
| Inne                                                         |      |                                  |                            |               |
| Waco – „Tak to wygląda” (gościnnie: Sokół, Jędker)           | 2001 | –                                | Świeży materiał            | [ 74 ]        |
| WWO, Vienio, Pele – „U Ciebie w mieście”                     | 2004 | –                                | U Ciebie w mieście         | [ 29 ]        |
| White House – „Każdy ponad każdym” (gościnnie: WWO)          | 2004 | Łukasz Tunikowski, Grupa 13      | Kodex 2: Proces            | [ 31 ]        |
| Fu – „Ekskluzywny nokaut” (gościnnie: WWO, Marysia Starosta) | 2009 | Dwaem Media Group                | Retrospekcje               | [ 51 ]        |

## Nagrody i wyróżnienia
| Rok  | Kategoria                                                                    | Nagroda                               | Uwagi     | Źródło |
| ---- | ---------------------------------------------------------------------------- | ------------------------------------- | --------- | ------ |
| 2002 | Album roku (We własnej osobie)                                               | Ślizgery                              | Laur      | [ 2 ]  |
| 2002 | Teledysk roku („Damy radę”)                                                  | Ślizgery                              | Laur      | [ 2 ]  |
| 2002 | Wykonawca roku                                                               | Ślizgery                              | Laur      | [ 2 ]  |
| 2002 | DJ roku                                                                      | Ślizgery                              | Laur      | [ 2 ]  |
| 2002 | Album Roku – Hip-Hop (We własnej osobie)                                     | Fryderyki                             | Nominacja | [ 18 ] |
| 2003 | Album roku 2002 (We własnej osobie)                                          | Nagroda Magazynu Hip-hop.pl           | Laur      | [ 2 ]  |
| 2004 | Teledysk („Sen”)                                                             | Brązowy Off na festiwalu Offensiva    | Laur      | [ 2 ]  |
| 2004 | Zdjęcia („Sen”)                                                              | Yach Film                             | Laur      | [ 2 ]  |
| 2005 | Teledysk („Każdy ponad każdym”)                                              | Srebrna Iglica na festiwalu Offensiva | Laur      | [ 2 ]  |
| 2005 | Najlepiej sprzedający się album hip hopowy roku (Witam was w rzeczywistości) | Asy Empiku 2005                       | Nominacja | [ 2 ]  |
| 2006 | Album hip hop (Życie na kredycie/Witamy was w rzeczywistości)                | Superjedynki                          | Nominacja | [ 75 ] |
| 2006 | Reżyseria („Mogę wszystko”)                                                  | Yach Film                             | Nominacja | [ 2 ]  |
| 2006 | Montaż („Mogę wszystko”)                                                     | Yach Film                             | Nominacja | [ 2 ]  |
| 2006 | Plastyczna aranżacja przestrzeni („I tak to osiągnę”)                        | Yach Film                             | Nominacja | [ 2 ]  |
| 2006 | Wykonawca roku 2005                                                          | Plebiscyt audycji WooDoo i Hip-hop.pl | Laur      | [ 2 ]  |
| 2010 | Artysta 10-lecia                                                             | VIVA Comet Awards                     | Nominacja | [ 76 ] |
| 2010 | Przebój 10-lecia („Każdy ponad każdym”)                                      | VIVA Comet Awards                     | Nominacja | [ 76 ] |